# Chu kỳ kinh nguyệt

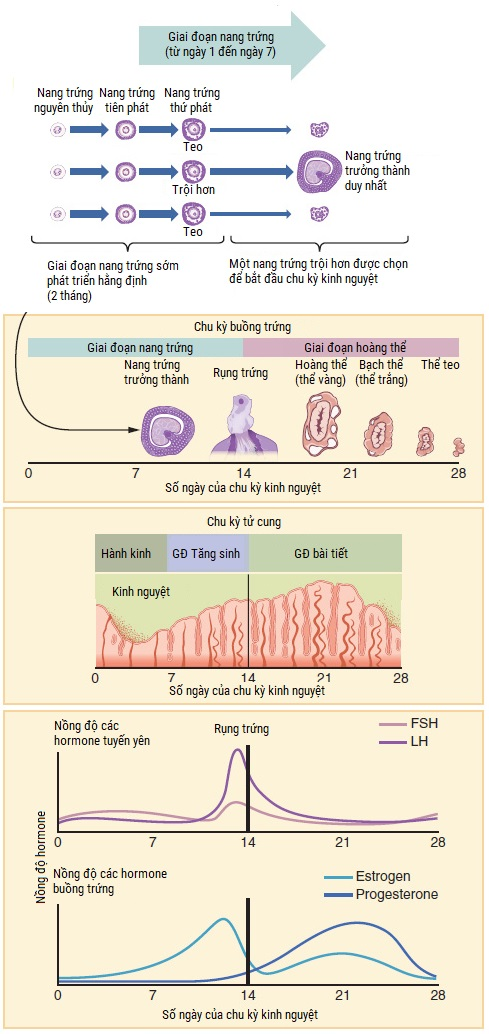
Sơ đồ thể hiện tiến trình của chu kỳ kinh nguyệt và các hormone có tác động đến tiến trình này.

Chu kỳ kinh nguyệt là sự biến đổi tự nhiên thường xuyên xảy ra trong hệ sinh dục nữ (cụ thể là tử cung và buồng trứng) cần thiết cho quá trình mang thai và sinh sản. Theo định nghĩa khác, chu kỳ kinh nguyệt là sự biến đổi về cấu trúc, chức năng của niêm mạc tử cung dẫn tới sự chảy máu có chu kỳ ở niêm mạc tử cung dưới tác dụng của các hormone tuyến yên và buồng trứng. Chu kỳ này là cần thiết cho việc sản xuất noãn bào và chuẩn bị tử cung để mang thai. Chu kỳ kinh nguyệt xảy ra do sự tăng giảm của nồng độ hormone estrogen, dẫn đến sự dày lên của niêm mạc tử cung và sự phát triển của noãn (cần thiết cho quá trình mang thai). Noãn được phóng thích từ buồng trứng vào khoảng ngày thứ 14 trong chu kỳ; niêm mạc tử cung dày lên cung cấp chất dinh dưỡng cho phôi sau khi làm tổ. Nếu không mang thai, lớp niêm mạc này sẽ thoái hóa và bong ra, đẩy ra ngoài qua đường âm đạo. Đây gọi là hiện tượng kinh nguyệt, hành kinh hoặc "đến kỳ".
Chu kỳ kinh nguyệt đầu tiên thường diễn ra vào độ tuổi 12 đến 15, được gọi là hành kinh lần đầu (menarche). Trong trường hợp dậy thì sớm, bé gái tám tuổi đã có thể có sự hành kinh, tuy vậy vẫn có thể coi đây là hiện tượng bình thường. Tuổi trung bình bắt đầu xuất hiện hành kinh lần đầu ở các nước đang phát triển nói chung thường muộn hơn và các nước phát triển thì sớm hơn. Độ dài chu kỳ kinh nguyệt (thời gian giữa hai kỳ kinh nguyệt) được tính bằng khoảng thời gian giữa hai ngày chảy máu đầu tiên của hai chu kỳ kế tiếp nhau, thường là từ 21 đến 35 ngày ở người lớn (trung bình là 28 ngày). Thường đến độ tuổi từ 45 đến 55, kinh nguyệt ngừng lại sau kỳ mãn kinh. Chảy máu thường kéo dài khoảng 3 đến 7 ngày. Ở phụ nữ Việt Nam, độ dài chu kỳ kinh nguyệt là 28 đến 30 ngày.
Chu kỳ kinh nguyệt được điều khiển bởi sự thay đổi hàm lượng hormone (nội tiết tố) trong cơ thể. Quá trình này có thể được can thiệp bằng cách sử dụng biện pháp tránh thai bằng hormone. Mỗi chu kỳ được chia thành ba giai đoạn dựa trên các thay đổi trong buồng trứng (chu kỳ buồng trứng) hoặc trong tử cung (chu kỳ tử cung). Chu kỳ buồng trứng gồm giai đoạn nang noãn, phóng noãn và giai đoạn hoàng thể còn chu kỳ tử cung gồm có kinh nguyệt, giai đoạn tăng sinh và giai đoạn chế tiết.
Bị kích thích bởi hàm lượng estrogen tăng dần trong giai đoạn nang noãn, quá trình ra máu ngừng lại, nội mạc tử cung dày lên. Nang noãn (hay nang trứng) trong buồng trứng bắt đầu phát triển dưới sự chi phối phức tạp lẫn nhau của các hormone, và sau một vài ngày một hoặc đôi khi là hai nang noãn phát triển vượt trội (các nang còn lại sẽ co lại rồi chết). Ở khoảng giữa chu kỳ, 24–36 tiếng sau khi lượng hormone LH (LH) tăng lên đột biến, nang noãn vượt trội sẽ phóng thích một noãn (còn được gọi là trứng), đây gọi là sự phóng noãn (rụng trứng). Sau khi rụng, noãn bào chỉ có thể sống trong khoảng 24 giờ hoặc thậm chí ít hơn để chờ thụ tinh còn nang noãn vượt trội nói trên ở trong buồng trứng sẽ biến thành thể vàng; thể này có chức năng chính là sản xuất ra một lượng lớn progesteron. Dưới tác động của progesteron, nội mạc tử cung sẽ biến đổi để chuẩn bị chờ phôi thai về làm tổ, khi đó cơ thể bước vào trạng thái mang thai. Nếu trong khoảng hai tuần mà không có phôi thai đến làm tổ, thể vàng bị thoái hóa làm lượng hormone progesteron và estrogen giảm mạnh. Sự suy giảm hormone ấy làm cho lớp nội mạc tử cung bong ra, gọi là kinh nguyệt. Kinh nguyệt cũng xảy ra ở một số loài động vật khác như Chuột chù, Dơi và một số động vật thuộc bộ Linh trưởng như tinh tinh và khỉ.

## Khởi phát và tần suất

Sơ đồ minh họa quá trình niêm mạc tử cung hình thành và thoái hóa trong chu kỳ kinh nguyệt.

Độ tuổi trung bình của hành kinh lần đầu là từ 12 đến 15. Trong trường hợp dậy thì sớm, bé gái 8 tuổi đã có thể có sự hành kinh, tuy vậy vẫn có thể coi đây là hiện tượng bình thường. Tuổi trung bình bắt đầu xuất hiện hành kinh lần đầu ở các nước đang phát triển nói chung thường muộn hơn và các nước phát triển thì sớm hơn.
Độ tuổi trung bình của hành kinh lần đầu của một số quốc gia: 12,5 tuổi ở Hoa Kỳ, 12,7 ở Canada, 12,9 ở Anh và 13,1 tuổi ở Iceland. Các yếu tố như di truyền, chế độ ăn uống và sức khỏe tổng thể ảnh hưởng đến thời điểm hành kinh lần đầu.
Việc ngừng chu kỳ kinh nguyệt vào cuối thời kỳ sinh sản của phụ nữ được gọi là mãn kinh. Thường đến độ tuổi từ 45 đến 55, trung bình là 52 tuổi, kinh nguyệt ngừng lại do mãn kinh. Mãn kinh trước 45 tuổi được coi là quá sớm ở các nước công nghiệp. Giống như tuổi hành kinh lần đầu, tuổi mãn kinh phần lớn là hệ quả của các yếu tố văn hóa và sinh học. Tuy nhiên, bệnh tật, một số cuộc phẫu thuật hay can thiệp điều trị y tế có thể khiến thời kỳ mãn kinh diễn ra sớm hơn.
Độ dài của chu kỳ kinh nguyệt của phụ nữ thường thay đổi đôi chút. Giữa chu kỳ dài nhất và chu kỳ ngắn nhất có sự chênh lệch không quá 8 ngày được coi là có chu kỳ kinh nguyệt đều đặn. Độ dài chu kỳ thay đổi nhiều hơn 4 ngày là có dấu hiệu bất thường. Nếu sự chênh nhau từ 8 đến 20 ngày được coi là kinh nguyệt không đều vừa phải. Còn nếu sự chênh lệch lên tới từ 21 ngày trở lên thì đây là điều rất bất thường.
Chu kỳ kinh nguyệt trung bình kéo dài 28 ngày. Sự chênh lệch độ dài chu kỳ kinh nguyệt cao nhất đối với phụ nữ dưới 25 tuổi và thấp nhất (tức là đều đặn nhất) đối với phụ nữ có độ tuổi từ 25 đến 39. Sau đó, sự chênh lệch này tăng nhẹ đối với phụ nữ từ 40 đến 44 tuổi. Ở phụ nữ Việt Nam, độ dài chu kỳ kinh nguyệt là 28 đến 30 ngày.
Giai đoạn hoàng thể của chu kỳ kinh nguyệt có cùng độ dài ở hầu hết các cá thể (trung bình 14,13 ngày, độ lệch chuẩn 1,41 ngày, tức là {\displaystyle 14,13\pm 1,41}) trong khi giai đoạn nang noãn có xu hướng chênh lệch độ dài nhiều hơn (10.3 đến 16.3 ngày với độ tin cậy 95%). Giai đoạn nang noãn có xu hướng ngắn đi đáng kể theo độ tuổi (trung bình 14,2 ngày ở phụ nữ 18–24 tuổi và 10,4 ngày ở phụ nữ 40–44 tuổi).

## Tác động đến sức khỏe
Tình trạng của một số phụ nữ mắc các chứng thần kinh có thể trầm trọng hơn vào cùng một thời điểm trong mỗi chu kỳ kinh nguyệt. Ví dụ, sự giảm nồng độ estrogen đã được biết là nguyên nhân gây ra chứng đau nửa đầu (migraine), đặc biệt là khi người phụ nữ bị chứng đau nửa đầu cũng đang dùng thuốc tránh thai. Nhiều phụ nữ mắc động kinh có nhiều cơn co giật hơn theo những "mẫu hình" liên quan đến chu kỳ kinh nguyệt; đây được gọi là "chứng động kinh kinh nguyệt" (catamenial epilepsy). Những mẫu hình khác dường như cũng tồn tại (chẳng hạn như co giật trùng với thời gian hành kinh hoặc trùng với thời điểm phóng noãn) và tần suất xuất hiện của chúng vẫn chưa được thiết lập một cách chắc chắn. Sử dụng một định nghĩa cụ thể, một nhóm các nhà khoa học đã phát hiện ra rằng: khoảng một phần ba phụ nữ mắc chứng động kinh một phần khó trị cũng có trải qua chứng động kinh kinh nguyệt. Một cơ chế tác động của hormone được đề xuất để giải thích hiện tượng này, theo đó, nồng độ progesteron giảm và estrogen tăng sẽ gây ra co giật. Gần đây, các nghiên cứu đã chỉ ra rằng liều lượng cao của estrogen có thể gây ra hoặc làm trầm trọng thêm các cơn co giật, trong khi liều cao của progesteron có thể hoạt động giống như một loại thuốc chống động kinh. Các nghiên cứu của các tạp chí y tế đã phát hiện ra rằng phụ nữ trải qua kỳ kinh nguyệt có nguy cơ tự tử cao hơn 1,68 lần.
Chuột đã được sử dụng làm một hệ thống thí nghiệm để điều tra các cơ chế mà nhờ đó mức độ hormone steroid sinh dục có thể điều chỉnh chức năng hệ thần kinh. Trong suốt chu kỳ động dục của chuột, khi nồng độ progesteron cao nhất, mức độ biểu hiện của thụ thể GABA phân lớp delta trên tế bào thần kinh là cao hơn. Vì các thụ thể GABA này có tính chất ức chế thần kinh, các tế bào thần kinh có nhiều thụ thể delta có ít khả năng phát xung hơn so với các tế bào có số lượng thụ thể cùng loại thấp hơn. Ngoài ra, cũng trong chu kỳ động dục của chuột, khi nồng độ estrogen cao hơn nồng độ progesteron thì số lượng thụ thể sẽ delta giảm, làm tăng hoạt động của tế bào thần kinh, do đó làm tăng lo lắng và nhạy cảm với động kinh.
Mức độ estrogen cũng có thể ảnh hưởng đến hoạt động của tuyến giáp. Ví dụ, trong giai đoạn hoàng thể (khi nồng độ estrogen thấp hơn), vận tốc của dòng máu trong tuyến giáp thấp hơn trong giai đoạn nang noãn (khi nồng độ estrogen cao hơn).
Có giả thuyết cho rằng thời gian bắt đầu hành kinh ở những phụ nữ sống gần nhau có xu hướng giống nhau (còn gọi là "sự đồng bộ kinh nguyệt"). Hiệu ứng này được mô tả lần đầu tiên vào năm 1971, và có thể được giải thích bởi hoạt động của pheromone vào năm 1998. Các nghiên cứu sau đó tiếp tục đặt ra câu hỏi về giả thuyết này.
Có đến 80% phụ nữ cho biết họ có một số triệu chứng trong một đến hai tuần trước kỳ kinh nguyệt. Các triệu chứng thường thấy gồm mụn trứng cá, đau ngực, căng ngực, cảm thấy mệt mỏi, dễ cáu giận và tính khí bất ổn. Các triệu chứng này ảnh hưởng đến cuộc sống bình thường và do đó được xếp vào loại hội chứng tiền kinh nguyệt, ghi nhận ở 20 đến 30% phụ nữ. Khoảng 3 đến 8% trong số đó gặp những triệu chứng nghiêm trọng. Có nghiên cứu chỉ ra rằng khả năng bị tổn thương ở dây chằng chéo trước ở phụ nữ là cao hơn đáng kể trong giai đoạn tiền phóng noãn so với giai đoạn sau phóng noãn.

### Khả năng sinh sản
Thời kỳ dễ thụ thai nhất (thời gian mà khả năng mang thai cao nhất do quan hệ tình dục) là trong quãng thời gian từ khoảng 6 ngày trước cho đến 2 ngày sau khi phóng noãn. Khoảng thời gian 8 ngày này, trong một chu kỳ 28 ngày với giai đoạn hoàng thể 14 ngày, sẽ tương ứng với tuần thứ hai và đầu của tuần thứ ba. Nhiều phương pháp đã được phát triển để giúp các cá nhân phụ nữ tính ngày dễ thụ thai và ngày khó thụ thai dựa vào chu kỳ kinh nguyệt; những phương pháp này được gọi là phương pháp nhận biết về thời điểm thụ thai.
Có nhiều cách để kiểm tra khả năng sinh sản và nâng cao nhận biết thời điểm thụ thai, ví dụ như bộ dụng cụ xét nghiệm nước tiểu có thể ghi nhận hormone trong nước tiểu, thân nhiệt cơ bản, độ đặc của dịch cổ tử cung, vị trí cổ tử cung. Phương pháp nhận biết khả năng thụ thai chỉ dựa vào các ghi chép về thời gian chu kỳ được gọi là phương pháp dựa trên lịch. Bên cạnh đó, phương pháp đòi hỏi phải quan sát ba dấu hiệu sinh sản chính (thân nhiệt cơ bản, chất nhầy cổ tử cung và vị trí cổ tử cung) được gọi là phương pháp dựa trên triệu chứng. Phương pháp dựa vào hormone được gọi là phương pháp nội tiết tố. Sự thay đổi nồng độ hormone dọc theo chu kỳ gây ra những thay đổi khác như nhiệt độ hoặc độ đặc của dịch cổ tử cung. Hầu hết các phương pháp nội tiết tố đều dựa vào các hormone như LH, FSH hoặc estrogen. Các xét nghiệm LH có thể được sử dụng để phát hiện đỉnh LH hoặc sự tăng LH xảy ra trong vòng 24 đến 36 giờ trước khi phóng noãn, những xét nghiệm này được gọi là bộ dụng cụ dự đoán phóng noãn (OPK).

### Đau bụng kinh
Nhiều phụ nữ bị đau bụng kinh (đau bụng khi đến kỳ, hay thuật ngữ chuyên ngành là thống kinh) trong vài ngày đầu hành kinh, triệu chứng gồm đau như bị chuột rút ở bụng, có thể lan ra sau lưng hoặc đùi trên. Đau bụng theo chu kỳ kinh có thể gợi ý một tổn thương thực thể, chẳng hạn như lạc nội mạc tử cung. Đau bụng kinh ảnh hưởng đến chất lượng cuộc sống, năng suất làm việc và có thể phải sử dụng dịch vụ chăm sóc sức khỏe, gây thiệt hại cho kinh tế.

### Tâm trạng và hành vi
Các giai đoạn khác nhau của chu kỳ kinh nguyệt có thể có mối liên hệ với tâm trạng của phụ nữ. Trong một số trường hợp, hormone được tiết ra trong chu kỳ kinh nguyệt có thể gây ra những thay đổi hành vi ở phụ nữ; thay đổi tâm trạng, ở mức độ nhẹ hoặc nặng, cũng có thể xảy ra. Giai đoạn chu kỳ kinh nguyệt và các hormone buồng trứng có thể góp phần làm tăng khả năng đồng cảm ở phụ nữ. Sự thay đổi tự nhiên của nồng độ hormone trong các giai đoạn khác nhau của chu kỳ kinh nguyệt đã được nghiên cứu cùng với điểm kiểm tra. Khi hoàn thành các "bài kiểm tra" về sự đồng cảm, phụ nữ trong giai đoạn nang noãn của chu kỳ kinh nguyệt của họ thể hiện tốt hơn phụ nữ trong giai đoạn hoàng thể. Một mối tương quan đáng kể giữa mức progesteron và khả năng nhận biết chính xác cảm xúc đã được tìm thấy. Việc thực hiện các nhiệm vụ ghi nhận cảm xúc là tốt hơn khi phụ nữ có mức progesteron thấp hơn. Phụ nữ trong giai đoạn nang noãn cho thấy độ chính xác cao hơn trong việc nhận biết cảm xúc so với những phụ nữ trong giai đoạn hoàng thể. Phụ nữ được phát hiện phản ứng nhiều hơn với các kích thích mang tính tiêu cực khi ở giai đoạn hoàng thể so với phụ nữ ở giai đoạn nang noãn, có lẽ cho thấy mức độ phản ứng nhiều hơn với căng thẳng xã hội trong giai đoạn chu kỳ kinh nguyệt đó.
Phản ứng sợ hãi ở phụ nữ trong hai giai đoạn khác nhau của chu kỳ kinh nguyệt đã được kiểm tra. Khi estrogen cao nhất trong giai đoạn tiền phóng noãn, phụ nữ nhận biết biểu hiện sợ hãi tốt hơn đáng kể so với phụ nữ đang trong thời kỳ kinh nguyệt, đó là khi mức estrogen thấp nhất. Những người phụ nữ đều có khả năng nhận diện những khuôn mặt hạnh phúc như nhau, chứng tỏ rằng phản ứng sợ hãi là phản ứng mạnh mẽ hơn. Tóm lại, giai đoạn chu kỳ kinh nguyệt và nồng độ estrogen tương quan với quá trình xử lý nỗi sợ của phụ nữ.
Tuy nhiên, việc kiểm tra tâm trạng hàng ngày ở phụ nữ bằng cách định lượng hormone buồng trứng cho thấy mối tương quan tương đổi yếu. Các hormone của buồng trứng ảnh hưởng đến tâm trạng tổng thể ít hơn khi so với mức độ stress hoặc sức khỏe thể chất.
Cảm xúc và hành vi tình dục thay đổi trong chu kỳ kinh nguyệt. Trước và trong khi phóng noãn, mức độ cao của estrogen và androgen dẫn đến việc phụ nữ có hứng thú với hoạt động tình dục hơn. Không giống như các loài động vật có vú khác, phụ nữ có thể thể hiện sự quan tâm đến hoạt động tình dục trong tất cả các ngày của chu kỳ kinh nguyệt, bất kể khả năng thụ thai.

### Lựa chọn bạn tình
Hành vi đối với bạn tình tiềm năng thay đổi trong các giai đoạn khác nhau của chu kỳ kinh nguyệt. Gần ngày phóng noãn, phụ nữ có thể tăng sức hấp dẫn về thể chất và hứng thú tham gia các cuộc tụ họp xã hội với đàn ông. Trong giai đoạn dễ thụ thai của chu kỳ, phụ nữ có vẻ thích đàn ông nam tính hơn. Cường độ bảo vệ/giữ bạn tình là khác nhau giữa các giai đoạn của chu kỳ, với việc tăng cường bảo vệ bạn tình xảy ra khi phụ nữ có khả năng sinh sản.
Trong giai đoạn dễ thụ thai, một số phụ nữ có thể bị hấp dẫn, bị tưởng tượng và hứng thú tình dục hơn đối với những người đàn ông không phải là bạn tình của mình. Một số phụ nữ cũng có thể tham gia tán tỉnh người đàn ông khác và thể hiện sở thích quan hệ ngoại tình.

#### Giọng nói
Sở thích về cao độ giọng nói [của bạn tình] cũng thay đổi trong suốt chu kỳ. Khi tìm kiếm một đối tác giao phối ngắn hạn, phụ nữ có thể thích một người đàn ông có âm vực thấp, đặc biệt là trong thời điểm dễ thụ thai. Trong giai đoạn cuối của nang noãn, phụ nữ thường tỏ ra thích bạn tình có giọng nam tính, trầm. Nghiên cứu cũng đã được thực hiện về sức hấp dẫn của giọng nữ trong suốt chu kỳ. Trong giai đoạn dễ thụ thai nhất của chu kỳ kinh nguyệt, có một số bằng chứng cho thấy giọng nữ được đánh giá là hấp dẫn hơn đáng kể. Tác dụng này không được tìm thấy ở phụ nữ đang sử dụng thuốc tránh thai.

#### Mùi cơ thể
Sở thích của phụ nữ đối với mùi cơ thể của nam giới được cho là sẽ thay đổi theo chu kỳ kinh nguyệt. Những đàn ông đạt điểm cao về "sự thống trị" (hay "ưu thế", "áp đảo") được đánh giá là quyến rũ hơn bởi những phụ nữ trong giai đoạn dễ thụ thai của chu kỳ kinh nguyệt. Ngoài ra, trong giai đoạn dễ thụ thai nhất của chu kỳ kinh nguyệt, phụ nữ có thể tỏ ra thích mùi của những người đàn ông có thân hình đối xứng. Hiệu ứng này không được tìm thấy đối với phụ nữ đang sử dụng thuốc tránh thai. Ngoài ra, trong giai đoạn cuối của nang noãn và phóng noãn, phụ nữ thích mùi hương của đàn ông nam tính. Mùi hương của androsterone (có mỗi tương quan tới nồng độ testosterone) rất được phụ nữ ưa thích trong thời kỳ cao điểm của khả năng sinh sản trong chu kỳ kinh nguyệt. Hơn nữa, phụ nữ có thể tỏ ra thích nam giới có mùi hương thể hiện sự ổn định trong phát triển sinh lý hơn.
Về mùi của phụ nữ trong suốt chu kỳ, một số bằng chứng chỉ ra rằng đàn ông sử dụng các dấu hiệu khứu giác để biết phụ nữ có đang phóng noãn hay không. Sử dụng xếp hạng mùi của phụ nữ, phụ nữ đang phóng noãn được đánh giá là hấp dẫn hơn bởi nam giới. Đàn ông cũng thể hiện sở thích về mùi hương của những phụ nữ dễ sinh nở.
Những phát hiện về vai trò của mùi hương và giao tiếp hóa học đối với hành vi của con người đang gây tranh cãi. Trong khi nhiều nghiên cứu có chỉ ra một mối liên kết nào đó, các tác động thường không lớn và luôn dựa vào kích thước mẫu nhỏ, điều này khiến cho độ ổn định của kết quả thí nghiệm là đáng ngờ. Những nghi ngờ cũng xoay quanh sự thiếu bằng chứng xét nghiệm sinh học cho các tuyên bố rằng bốn phân tử steroid được nghiên cứu có đóng vai trò nào đó. Những bài báo này cũng có thể tiềm ẩn thiên kiến công bố tích cực.

#### Cơ thể
Sở thích về các đặc điểm trên khuôn mặt ở bạn tình cũng có thể thay đổi trong chu kỳ. Không có sự khác biệt nào được tìm thấy về sở thích đối với các đối tác giao phối lâu dài trong chu kỳ kinh nguyệt; tuy nhiên, những phụ nữ tìm kiếm một mối quan hệ ngắn hạn có nhiều khả năng chọn bạn đời có nhiều đặc điểm nam tính hơn bình thường. Điều này được phát hiện đặc biệt là trong giai đoạn có nguy cơ thụ thai cao của phụ nữ và khi lượng testosterone trong nước bọt có nồng độ cao. Tuy nhiên, khi phụ nữ trong giai đoạn hoàng thể (không sinh sản), họ có xu hướng thích nam giới (hoặc phụ nữ) sở hữu khuôn mặt có nét nữ tính hơn. Sự ưa thích đối với khuôn mặt giống bản thân và sức khỏe rõ ràng trên khuôn mặt cũng được thể hiện trong giai đoạn hoàng thể của chu kỳ. Sở thích liên quan đến sức khỏe trên khuôn mặt được phát hiện là mạnh nhất khi mức progesteron cao. Ngoài ra, trong thời kỳ sinh nở, nhiều phụ nữ tỏ ra thích đàn ông có sắc tố da sẫm màu hơn. Nghiên cứu về sự đối xứng trên khuôn mặt đem lại nhiều kết quả khác nhau.
Sở thích về các đặc điểm cơ thể có thể thay đổi trong giai đoạn dễ thụ thai của chu kỳ. Phụ nữ tìm kiếm bạn đời ngắn hạn thể hiện sở thích dành cho những người đàn ông cao lớn và cơ bắp hơn. Phụ nữ cũng thể hiện sở thích của những người đàn ông có cơ thể nam tính khi có khả năng sinh sản cao nhất. Đã có các nghiên cứu tổng hợp về sở thích đối xứng cơ thể trong suốt các giai đoạn khác nhau của chu kỳ.

#### Tính cách
Đối với những người bạn tình ngắn hạn, trong giai đoạn dễ thụ thai, phụ nữ có thể tỏ ra hấp dẫn hơn đối với những người đàn ông có tính "thống trị", những người thể hiện sự hiện diện xã hội. Đối với những bạn tình lâu năm, những thay đổi trong sở thích tính cách mong muốn không xảy ra trong suốt chu kỳ.

### Hành vi ăn uống
Phụ nữ được phát hiện có thói quen ăn uống khác nhau ở các giai đoạn khác nhau của chu kỳ kinh nguyệt, với lượng ăn vào trong giai đoạn hoàng thể là cao hơn so với giai đoạn nang noãn. Cụ thể hơn thì lượng thức ăn tiêu thụ tăng khoảng 10% trong giai đoạn hoàng thể so với giai đoạn nang noãn.
Nhiều nghiên cứu khác nhau đã chỉ ra rằng trong giai đoạn hoàng thể, phụ nữ tiêu thụ nhiều carbohydrate, protein và chất béo hơn và mức tiêu hao năng lượng trong 24 giờ tăng từ 2,5 đến 11,5%. Việc tăng lượng hấp thụ trong giai đoạn hoàng thể có thể liên quan đến sở thích cao hơn đối với thức ăn ngọt và béo, điều này xảy ra một cách tự nhiên và được tăng cường trong giai đoạn hoàng thể của chu kỳ kinh nguyệt. Điều này là do nhu cầu trao đổi chất cao hơn trong giai đoạn này. Đặc biệt, phụ nữ có xu hướng thèm sô-cô-la, với cảm giác thèm cao hơn trong giai đoạn hoàng thể.
Phụ nữ mắc hội chứng tiền kinh nguyệt (PMS) báo cáo sự thay đổi cảm giác thèm ăn trong chu kỳ kinh nguyệt nhiều hơn những người không mắc hội chứng tiền kinh nguyệt, điều này có thể là do họ đang nhạy cảm với sự thay đổi nồng độ hormone. Ở phụ nữ mắc hội chứng tiền kinh nguyệt, lượng thức ăn trong giai đoạn hoàng thể cao hơn so với thời kỳ nang noãn. Các triệu chứng còn lại của PMS, bao gồm thay đổi tâm trạng và các triệu chứng thể chất, cũng xảy ra trong giai đoạn hoàng thể. Không có sự khác biệt về sở thích các loại thực phẩm giữa những người bị PMS và những người không bị.
Sự thay đổi nồng độ hormone buồng trứng ở các giai đoạn khác nhau của chu kỳ đã được sử dụng để giải thích sự thay đổi hành vi ăn uống. Progesteron đã được chứng minh là có khả năng thúc đẩy quá trình lưu trữ chất béo, khiến lượng thức ăn béo trong giai đoạn hoàng thể cao hơn khi mức progesteron cao hơn. Ngoài ra, với mức độ estrogen cao, dopamine không có hiệu quả trong việc chuyển đổi thành noradrenaline, một loại hormone thúc đẩy ăn uống, do đó làm giảm sự thèm ăn. Ở người, mức độ của các hormone buồng trứng này trong chu kỳ kinh nguyệt được phát hiện có ảnh hưởng đến chứng "ăn vô độ tâm thần".
Người ta cho rằng việc sử dụng thuốc tránh thai sẽ ảnh hưởng đến hành vi ăn uống vì chúng giảm thiểu hoặc loại bỏ sự dao động trong nồng độ hormone. Chất dẫn truyền thần kinh serotonin cũng được cho là có vai trò trong việc hấp thụ thức ăn. Serotonin chịu trách nhiệm ức chế ăn và kiểm soát dung lượng bữa ăn cùng các yếu tố khác, và được điều chỉnh một phần bởi các hormone buồng trứng.
Một số yếu tố ảnh hưởng đến việc liệu các quá trình kinh nguyệt có bị ảnh hưởng bởi ăn kiêng hay không là tuổi tác, giảm cân và chính chế độ ăn kiêng. Đầu tiên, phụ nữ trẻ có khả năng bị kinh nguyệt không đều do chế độ ăn uống của họ. Thứ hai, kinh nguyệt bất thường có nhiều khả năng dẫn đến sụt cân nhiều hơn. Ví dụ, hiện tượng không phóng noãn có thể xảy ra do áp dụng chế độ ăn kiêng hạn chế, cũng như tập thể dục nhiều. Cuối cùng, chu kỳ bị ảnh hưởng nhiều hơn bởi chế độ ăn chay so với chế độ ăn không ăn chay.

### Lạm dụng chất gây nghiện
Các nghiên cứu điều tra ảnh hưởng của chu kỳ kinh nguyệt đối với việc uống rượu đã cho ra nhiều kết quả khác nhau. Tuy nhiên, một số bằng chứng cho thấy rằng các cá nhân sẽ tiêu thụ nhiều rượu hơn trong giai đoạn hoàng thể, đặc biệt nếu những người này nghiện rượu nặng hoặc có tiền sử gia đình lạm dụng rượu.
Mức độ lạm dụng chất gây nghiện tăng lên với phụ nữ có hội chứng tiền kinh nguyệt, chủ yếu là với các chất gây nghiện như nicotine, thuốc lá và cocaine. Để giải thích cho điều này, một giả thuyết cho rằng mức độ lạm dụng chất kích thích cao hơn này đến từ sự giảm khả năng tự kiểm soát do nhu cầu trao đổi chất cao hơn trong giai đoạn hoàng thể.

### Rối loạn chu kỳ kinh nguyệt
Sự phóng noãn không thường xuyên hoặc không đều được gọi là ít phóng noãn (oligoovulation). Nếu như không có sự phóng noãn thì được gọi là hiện tượng không phóng noãn (anovulation). Trong trường hợp không có phóng noãn mà vẫn có dòng chảy kinh nguyệt như bình thường thì đó gọi là vòng kinh không phóng noãn. Trong một số chu kỳ, sự phát triển của nang noãn có thể bắt đầu nhưng không được hoàn thành; tuy nhiên, estrogen vẫn sẽ được tạo ra và kích thích niêm mạc tử cung. Chảy máu chu kỳ do nội mạc tử cung rất dày gây ra bởi nồng độ estrogen cao liên tục kéo dài được gọi là chảy máu do đột phá estrogen (estrogen breakthrough bleeding). Chảy máu tuần hoàn được kích hoạt bởi sự sụt giảm đột ngột nồng độ estrogen được gọi là chảy máu do giảm đột ngột estrogen (withdrawal bleeding). Chu kỳ không phóng noãn thường xảy ra ở phụ nữ trước mãn kinh (tiền mãn kinh) và ở phụ nữ mắc hội chứng buồng trứng đa nang.
Hiện tượng chảy máu rất ít (dưới 10 ml) được gọi là hiện tượng ít kinh. Nếu các chu kỳ xảy ra liên tục với khoảng cách từ 21 ngày trở xuống thì gọi là đa kinh; kinh nguyệt thường xuyên nhưng không đều được gọi là rong huyết (Metrorrhagia). Chảy nhiều đột ngột hoặc lượng lớn hơn 80 ml được gọi là rong kinh (menorrhagia). Kinh nguyệt ra nhiều, thường xuyên và không đều là đa kinh kéo dài (Menometrorrhagia). Thuật ngữ cho các chu kỳ có khoảng cách vượt quá 35 ngày là thiểu kinh. Vô kinh đề cập hiện tượng từ hơn 3 đến 6 tháng mà không có kinh (trong khi không mang thai) trong những năm sinh sản của phụ nữ. Thuật ngữ chỉ hiện tượng đau trong chu kỳ là đau bụng kinh (hay thống kinh).

## Chu kỳ và giai đoạn
Chu kỳ kinh nguyệt có thể được chia thành nhiều giai đoạn khác nhau. Thời gian trung bình của mỗi giai đoạn được tóm tắt dưới bảng này. 3 dòng đầu là những thay đổi trong niêm mạc tử cung, 3 dòng cuối là các quá trình diễn ra trong buồng trứng:
| Giai đoạn                                                                    | Ngày bắt đầu theo chu kỳ 28 ngày | Ngày kết thúc |
| Hành kinh                                                                    | 1                                | 4             |
| Giai đoạn tăng sinh (một số tác giả coi kinh nguyệt nằm trong giai đoạn này) | 5                                | 13            |
| Phóng noãn                                                                   | 13                               | 16            |
| Giai đoạn hoàng thể (hay giai đoạn bài tiết)                                 | 16                               | 28            |
| Giai đoạn thiếu máu cục bộ                                                   | 27                               | 28            |
| Giai đoạn nang noãn                                                          | 1                                | 13            |

Chu kỳ kinh nguyệt

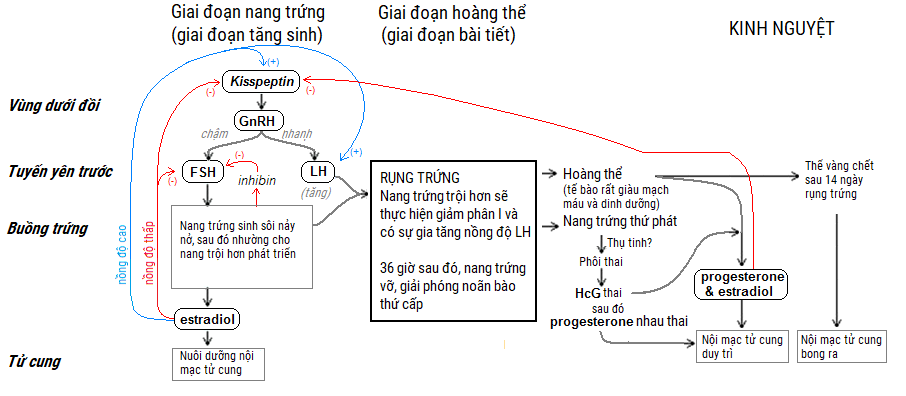
Sơ đồ kiểm soát hormone của chu kỳ kinh nguyệt

Chu kỳ kinh nguyệt được mô tả bằng chu kỳ buồng trứng hoặc chu kỳ tử cung. Chu kỳ buồng trứng mô tả những thay đổi xảy ra trong các nang noãn (hay nang trứng) còn chu kỳ tử cung mô tả những thay đổi trong nội mạc tử cung. Cả hai chu kỳ được chia thành ba giai đoạn. Chu kỳ buồng trứng gồm giai đoạn nang noãn, phóng noãn và giai đoạn hoàng thể, còn chu kỳ tử cung gồm kinh nguyệt, giai đoạn tăng sinh (giai đoạn estrogen) và giai đoạn bài tiết (giai đoạn progresteron).

### Chu kỳ buồng trứng
Giữa thời kỳ xuất hiện kinh nguyệt và trước khi mãn kinh, buồng trứng thường diễn ra giữa giai đoạn hoàng thể và giai đoạn nang noãn một cách luôn phiên trong chu kỳ kinh nguyệt hàng tháng. Trong giai đoạn nang noãn (giai đoạn nang trứng), khi nồng độ estrogen tăng, máu kinh ngừng chảy và niêm mạc tử cung bắt đầu tăng sinh, dày lên. Các nang trong buồng trứng bắt đầu phát triển dưới tác động của sự tương tác phức tạp của các hormone. Sau vài ngày, một nang, đôi khi là hai nang noãn trở nên chiếm ưu thế, trong khi các nang không chiếm ưu thế sẽ thoái hóa và chết. Vào khoảng giữa chu kỳ, khoảng 10–12 giờ sau khi nồng độ LH tăng lên, nang noãn trội sẽ giải phóng một tế bào noãn, hiện tượng này gọi là phóng noãn (rụng trứng).
Sau khi rụng trứng, noãn bào (tế bào trứng) sống trong 24 giờ hoặc ít hơn mà không cần thụ tinh, trong khi phần còn lại của nang noãn chiếm ưu thế trong buồng trứng sẽ trở thành hoàng thể (chức năng chính là sản xuất một lượng lớn hormone progesteron). Dưới ảnh hưởng của progesteron, niêm mạc tử cung có sự thay đổi để chuẩn bị cho phôi làm tổ để bắt đầu thai kỳ. Nang noãn thứ phát giải phóng estrogen làm tăng nồng độ estrogen trong máu, làm dày thêm lớp niêm mạc tử cung. Nồng độ estrogen cao nhất đạt được vào khoảng ngày thứ 13 của chu kỳ và trùng với thời điểm phóng noãn. Nếu quá trình làm tổ không xảy ra trong vòng khoảng hai tuần tới, hoàng thể sẽ thoái hóa thành bạch thể (corpus albicans), không sản xuất ra hormone, khiến nồng độ progesteron và estrogen tụt nhanh chúng. Sự tụt nồng độ hormone này làm bong niêm mạc tử cung. Đây là khoảng thời gian nồng độ estrogen đạt mức thấp nhất.
Độ dài chu kỳ kinh nguyệt (thời gian giữa hai kỳ kinh nguyệt) được tính bằng khoảng thời gian giữa hai ngày chảy máu đầu tiên của hai chu kỳ kế tiếp nhau, thường là từ 21 đến 35 ngày ở người lớn (trung bình là 28 ngày hay 27–29 ngày). Thường đến độ tuổi từ 45 đến 55, kinh nguyệt ngừng lại sau kỳ mãn kinh. Chảy máu thường kéo dài khoảng 3 đến 7 ngày. Ở phụ nữ Việt Nam, độ dài chu kỳ kinh nguyệt là 28 đến 30 ngày.

#### Giai đoạn nang noãn

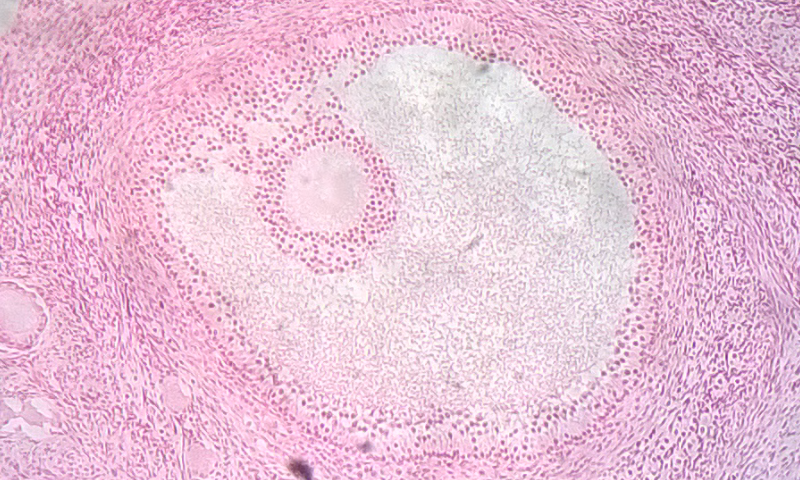
Hình ảnh nang noãn (nang trứng). Noãn (trứng) là cấu trúc hình tròn nhỏ nằm ở bên trong nang noãn

Giai đoạn nang noãn (hay nang trứng) là phần đầu tiên của chu kỳ buồng trứng. Trong giai đoạn này, các nang buồng trứng trưởng thành và sẵn sàng giải phóng trứng.
Buồng trứng chứa một số lượng hữu hạn noãn nguyên bào (oogonium), tế bào hạt và tế bào vỏ (theca cell), cùng nhau tạo thành các nang noãn nguyên thủy. Vào khoảng tuần thứ 20 của thai kỳ, khoảng 7 triệu trứng chưa trưởng thành đã hình thành trong buồng trứng. Khi trẻ gái chào đời, số lượng trứng còn lại 2 triệu và đến khi có kinh lần đầu, con số này là 300.000. Trung bình, một trứng sẽ trưởng thành và rụng vào thời điểm phóng noãn (rụng trứng) mỗi tháng sau khi có kinh. Bắt đầu ở tuổi dậy thì, noãn trưởng thành, trở thành nang sơ cấp một cách độc lập với chu kỳ kinh nguyệt. Sự phát triển của trứng (hay noãn) được gọi là sự tạo noãn của chu kỳ buồng trứng và kết thúc khi hình thành nang thứ cấp (antral follicle). Giảm phân (phân bào giảm nhiễm) vẫn chưa hoàn thiện trong tế bào trứng cho đến khi nang noãn được hình thành. Trong giai đoạn này thường chỉ có một nang noãn trưởng thành hoàn toàn và sẵn sàng giải phóng trứng. Giai đoạn nang noãn rút ngắn đáng kể theo tuổi tác, kéo dài khoảng 14 ngày ở phụ nữ từ 18–24 tuổi và chỉ còn 10 ngày ở phụ nữ ở độ tuổi 40–44.
Trong những ngày đầu tiên của chu kỳ, FSH là hormone kích thích nang noãn. Những nang noãn này thực ra là đã phát triển được hơn một năm, trong một quá trình được gọi là sinh nang noãn (folliculogenesis). Chúng "cạnh tranh" nhau để trở thành nang noãn "ưu thế". Ngoài nang noãn ưu thế này ra, tất cả các nang noãn khác ngừng phát triển, còn nang noãn ưu thế (nang có nhiều thụ thể FSH nhất) sẽ tiếp tục trưởng thành. Các nang còn lại chết trong một quá trình gọi là nang tịt (follicular atresia). Hormone LH tiếp tục kích thích sự phát triển của nang noãn. Nang noãn đạt đến độ trưởng thành được gọi là nang noãn thứ cấp (antral follicle) hay nang Graaf và có chứa noãn (ovum).
Các tế bào vỏ phát triển các thụ thể liên kết với LH và để đáp ứng lại sẽ tiết ra một lượng lớn androstenedione. Đồng thời, các tế bào hạt xung quanh nang trưởng thành phát triển các thụ thể liên kết với FSH và để đáp ứng, bắt đầu tiết ra androstenedione. Chất này chuyển hóa thành estrogen nhờ enzyme aromatase. Estrogen ức chế tuyến yên sản xuất thêm FSH và LH. Vòng feedback âm tính này có chức năng điều chỉnh nồng độ FSH và LH. Nang trứng "ưu thế" tiếp tục tiết ra estrogen và nồng độ estrogen tăng cao khiến tuyến yên phản ứng nhanh hơn với GnRH từ vùng dưới đồi. Nồng độ estrogen tăng lên lại gây vòng feedback dương tính, khiến tuyến yên càng tiết ra nhiều FSH và LH hơn. Sự gia tăng nhanh chóng nồng độ FSH và LH này thường xảy ra từ 1 đến 2 ngày trước khi phóng noãn và là nguyên nhân kích thích vỡ nang noãn và giải phóng noãn.

#### Phóng noãn

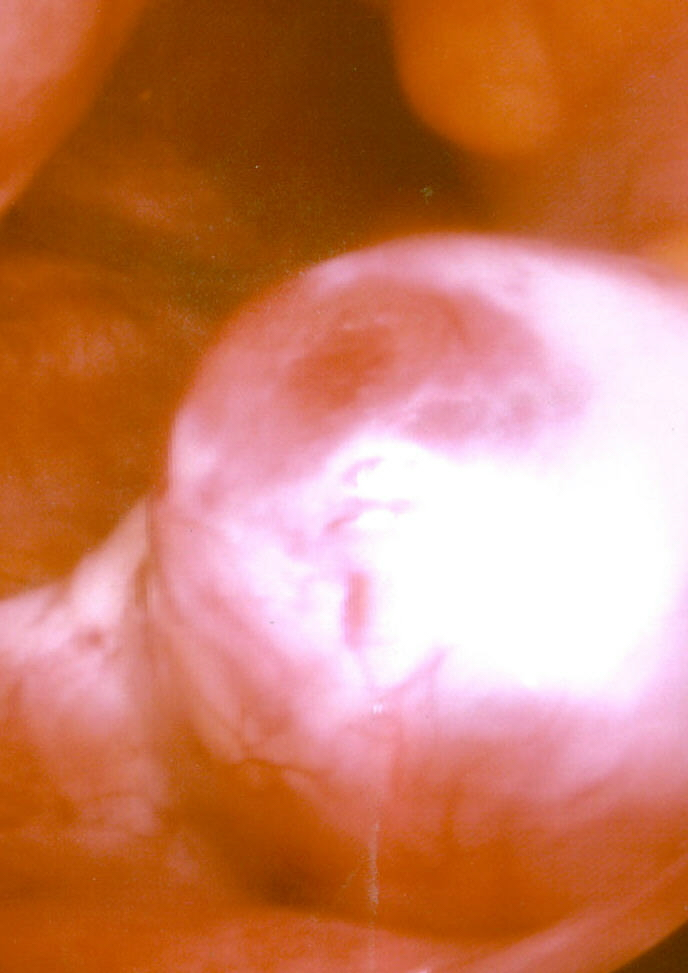
Buồng trứng sắp phóng noãn

Phóng noãn hay rụng trứng là giai đoạn thứ hai của chu kỳ buồng trứng. Trứng trưởng thành được phóng thích từ nang noãn vào ống dẫn trứng. Trong giai đoạn nang noãn, estradiol ngăn chặn giải phóng hormone kích thích hoàng thể (LH) từ tuyến yên trước. Khi trứng gần trưởng thành, nồng độ estradiol đạt ngưỡng và không còn chặn giải phóng LH. Lúc này estrogen kích thích sản xuất một lượng lớn LH. Quá trình tăng LH bắt đầu vào khoảng ngày 12 của chu kỳ và có thể kéo dài 48 giờ.
Cơ chế chính xác của những đáp ứng của nồng độ LH tác động lên estradiol vẫn chưa rõ. Ở động vật, sự gia tăng hormone giải phóng gonadotropin (GnRH) được chứng minh là có trước sự gia tăng nồng độ LH, cho thấy tác dụng chính của estrogen là kích thích vùng dưới đồi (nơi kiểm soát tiết GnRH). Thật vậy, sự hiện diện của hai receptor estrogen khác nhau ở vùng dưới đồi: receptor estrogen alpha chi phối feedback estradiol-LH âm tính, và receptor estrogen beta, chi phối feedback estradiol-LH dương tính. Tuy nhiên, ở người chứng minh được rằng nồng độ estradiol cao có thể gây ra tăng nồng độ LH tới 32 lần, ngay cả khi nồng độ GnRH không đổi, cho thấy rằng estrogen tác động trực tiếp lên tuyến yên để kích thích tăng nồng độ LH.
Việc giải phóng LH làm trứng chín và khiến thành nang trong buồng trứng yếu dần đi, giúp nang noãn phát triển đầy đủ giải phóng noãn bào thứ cấp (secondary oocyte). Nếu noãn được thụ tinh, noãn bào thứ cấp sẽ nhanh chóng phát triển thành một noãn chính (ootid) và sau đó trở thànhnoãn trưởng thành. Nếu không được tinh trùng thụ tinh thì noãn bào thứ cấp sẽ bị thoái hóa. Noãn trưởng thành có đường kính khoảng 0,2 mm.
Buồng trứng trái hoặc phải phóng noãn về cơ bản hoàn toàn là ngẫu nhiên; chưa có phát hiện liệu có sự phối hợp giữa hai bên buồng trứng. Đôi khi cả hai buồng trứng cùng lúc giải phóng một noãn; Nếu cả hai noãn được thụ tinh sẽ rơi vào trường hợp sinh đôi.
Sau khi giải phóng khỏi buồng trứng, trứng được tua vòi trứng đón và đưa vào ống dẫn trứng (còn được gọi là vòi trứng, ống Fallope). Sau khoảng một ngày, quả trứng không được thụ tinh sẽ bị phân hủy hoặc tiêu biến trong ống dẫn trứng.
Sự thụ tinh thông thường diễn ra ở đoạn bóng ống dẫn trứng, đây là rộng nhất của ống dẫn trứng. Trứng được thụ tinh ngay lập tức bắt đầu quá trình hình thành phôi. Ba ngày đầu, phôi vừa phát triển, vừa di chuyển đến tử cung và ba ngày sau đó gắn vào nội mạc tử cung. Phôi thường đạt đến giai đoạn phôi bào (blastocyst) tại thời điểm làm tổ.
Ở một số phụ nữ, khi phóng noãn có một cơn đau đặc trưng gọi là mittelschmerz (Tiếng Đức, nghĩa là chứng đau giữa hai kỳ kinh nguyệt). Sự thay đổi đột ngột các hormone vào thời điểm phóng noãn đôi khi cũng gây ra hiện tượng ra máu nhẹ giữa chu kỳ kinh nguyệt.

#### Giai đoạn hoàng thể
Giai đoạn hoàng thể là giai đoạn cuối cùng của chu kỳ buồng trứng và tương ứng với giai đoạn bài tiết của chu kỳ tử cung. Trong giai đoạn hoàng thể, các hormone FSH và LH tiết ra từ tuyến yên làm cho các phần còn lại của trứng chuyển thành hoàng thể (còn gọi là thể vàng). Các tế bào hoàng thể dưới tác dụng kích thích của LH đã bài tiết một lượng lớn progesteron. Progesteron tăng lên trong tuyến thượng thận bắt đầu tạo ra estrogen. Các hormone do hoàng thể sản xuất cũng ngăn chặn việc sản xuất FSH và LH, mặc dù hoàng thể cần những hormone này để duy trì chính nó. Hậu quả là, khi mức FSH và LH giảm nhanh chóng, thể vàng bị teo. Mức progesteron giảm sẽ kích hoạt kinh nguyệt và bắt đầu chu kỳ tiếp theo. Từ thời điểm phóng noãn cho đến khi nồng độ progesteron giảm, kinh nguyệt bắt đầu, quá trình này thường mất khoảng hai tuần (14 ngày được coi là bình thường). Trong cơ thể một phụ nữ, giai đoạn nang noãn thường có độ dài khác nhau giữa các chu kỳ; trong khi đó giai đoạn hoàng thể có độ dài khá nhất quán giữa các chu kỳ.
Thể vàng sẽ không bị tiêu biến nếu có sự thụ tinh ở trứng. Lá nuôi hợp bào là lớp ngoài cùng của cấu trúc chứa phôi (túi phôi) và sau này cũng trở thành lớp ngoài của nhau thai. Cấu trúc này tiết ra hormone human chorionic gonadotropin (hCG), chức năng rất giống LH và có tác dụng ngăn cản sự thoái hóa của hoàng thể. Do vậy hoàng thể có thể tiếp tục tiết ra progesteron để duy trì thai mới. Hầu hết các xét nghiệm thử thai đều tìm kiếm sự hiện diện của hCG.

### Chu kỳ tử cung
Chu kỳ tử cung có ba giai đoạn: kinh nguyệt, tăng sinh, bài tiết.

#### Kinh nguyệt
Kinh nguyệt (còn được gọi là ra máu kinh, hành kinh) là giai đoạn đầu tiên của chu kỳ tử cung. Máu kinh nguyệt là dấu hiệu cho thấy một phụ nữ chưa mang thai. (Tuy nhiên không thể được coi là chắc chắn vì có thể có chảy máu khi mang thai; chảy máu giai đoạn thai kỳ sớm và chảy máu sản khoa).

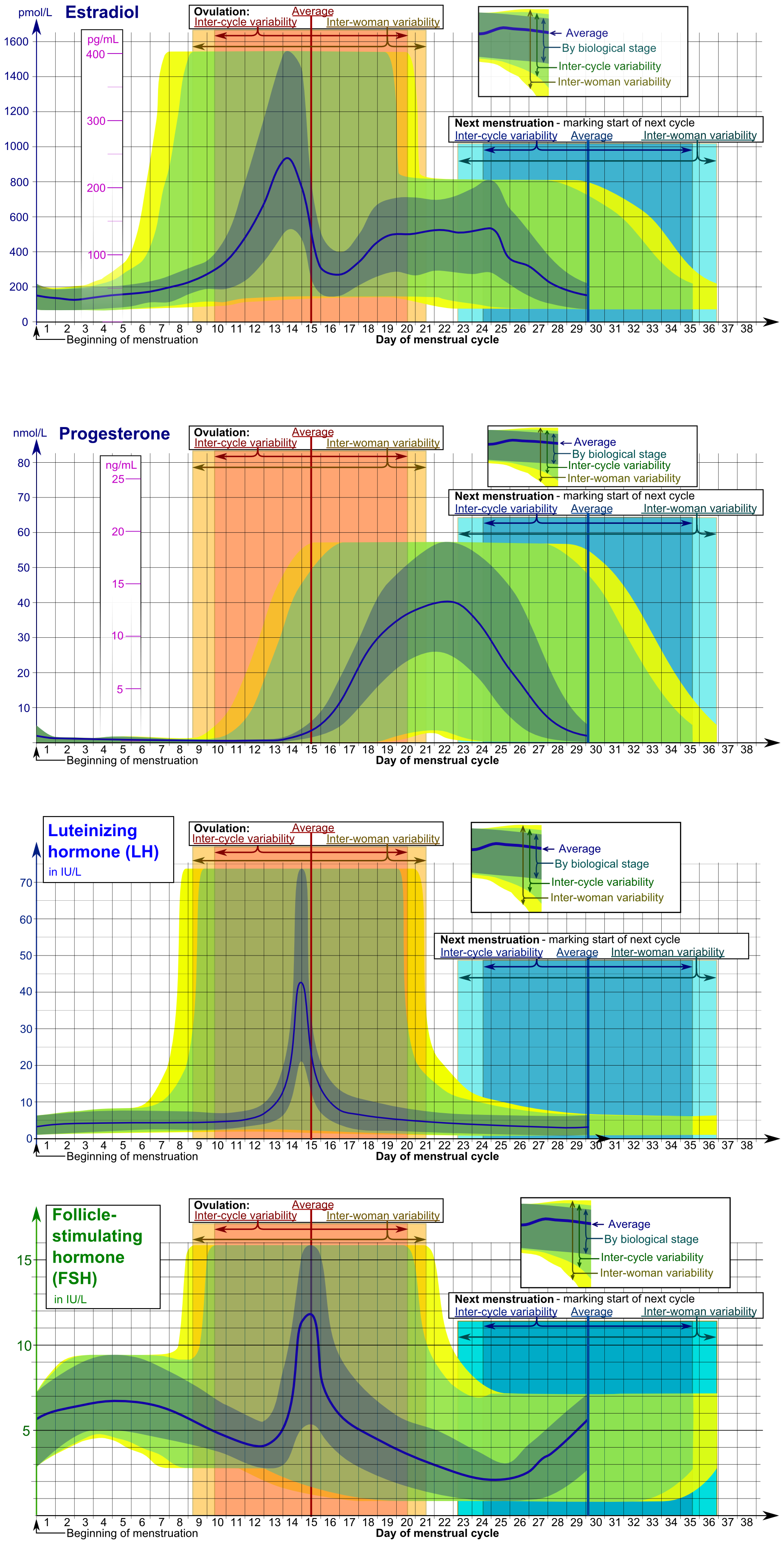
Mức độ estradiol, progesteron, LH và hormone kích thích nang noãn (FSH) trong chu kỳ kinh nguyệt, có tính đến sự thay đổi giữa các chu kỳ và giữa các phụ nữ.

Ra kinh nguyệt đều đặn (Eumenorrhea) là dấu hiệu kinh nguyệt bình thường, kéo dài trong vài ngày (thường là 3 đến 5 ngày, nhưng nằm trong khoảng 2 đến 7 ngày được coi là bình thường). Lượng máu mất trung bình trong kỳ kinh nguyệt là 35 ml (khoảng 10–80 ml là bình thường). Phụ nữ bị rong kinh (tức là kinh nguyệt ra nhiều) dễ bị thiếu sắt hơn người bình thường. Một loại enzyme gọi là plasmin có chức năng ức chế sự đông máu trong dịch kinh nguyệt.
Đau quặn ở bụng, lưng hoặc đùi trên thường gặp trong những ngày đầu tiên của kỳ kinh. Đau tử cung dữ dội trong thời kỳ kinh nguyệt được gọi là đau bụng kinh. Hiện tượng này phổ biến nhất ở thanh thiếu niên và phụ nữ trẻ tuổi (khoảng 67,2% nữ giới vị thành niên). Khi bắt đầu hành kinh xuất hiện các triệu chứng của hội chứng tiền kinh nguyệt (PMS) như tức ngực và cáu kỉnh, giảm dần theo thời gian. Các sản phẩm vệ sinh phụ nữ như băng vệ sinh và tampon, là những vật dụng cần thiết để sử dụng trong kỳ kinh nguyệt.

#### Giai đoạn tăng sinh

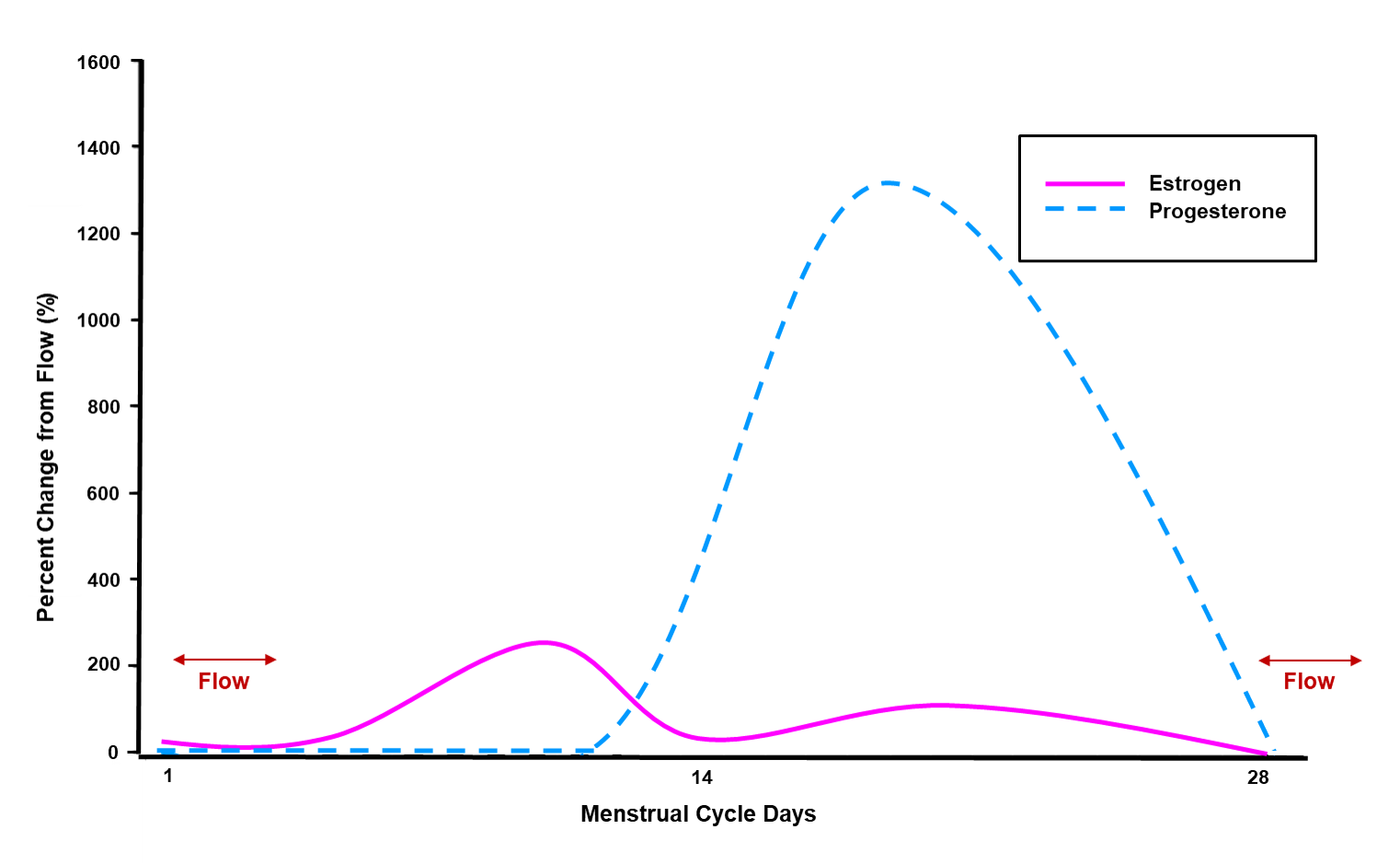
Trong chu kỳ kinh nguyệt, nồng độ estradiol (một loại estrogen) biến đổi 200%. Nồng độ progesteron biến đổi hơn 1200%.

Giai đoạn tăng sinh là giai đoạn thứ hai của chu kỳ tử cung khi estrogen làm cho niêm mạc tử cung phát triển hoặc tăng sinh trong thời gian này. Khi trưởng thành, các nang noãn tiết ra ngày càng nhiều estradiol (một loại estrogen). Estrogen bắt đầu hình thành một lớp nội mạc tử cung mới. Estrogen cũng kích thích các hốc trong cổ tử cung sản xuất chất nhầy cổ tử cung làm tăng pH và giảm độ nhớt hơn so với bình thường, tạo môi trường thuận lợi cho tinh trùng, làm tăng khả năng trứng được thụ tinh quanh ngày 11 đến 14. Đồng thời estrogen làm tiết dịch âm đạo và những phụ nữ có thể áp dụng theo dõi theo phương pháp nhận biết thời điểm thụ thai (fertility awareness).

#### Giai đoạn bài tiết
Giai đoạn bài tiết là giai đoạn cuối cùng của chu kỳ tử cung và tương ứng với giai đoạn hoàng thể của chu kỳ buồng trứng. Trong giai đoạn chế tiết, hoàng thể sản xuất progesteron, chất này đóng một vai trò quan trọng trong việc làm cho nội mạc tử cung tiếp nhận phôi bào (là trứng được thụ tinh và bắt đầu phát triển) và hỗ trợ cho quá trình mang thai từ sớm bằng cách tăng lưu lượng máu và dịch tiết tử cung, đồng thời giảm sự co bóp của cơ trơn ở thành tử cung. Glycogen, lipid và protein được tiết vào trong tử cung, và làm dày chất nhày cổ tử cung. Progesteron có tác dụng phụ là tăng nhiệt độ nền của cơ thể người phụ nữ.
Khi không xảy ra sự thụ tinh, chu trình buồng trứng và tử cung bắt đầu lại từ đầu.

## Vòng kinh không phóng noãn

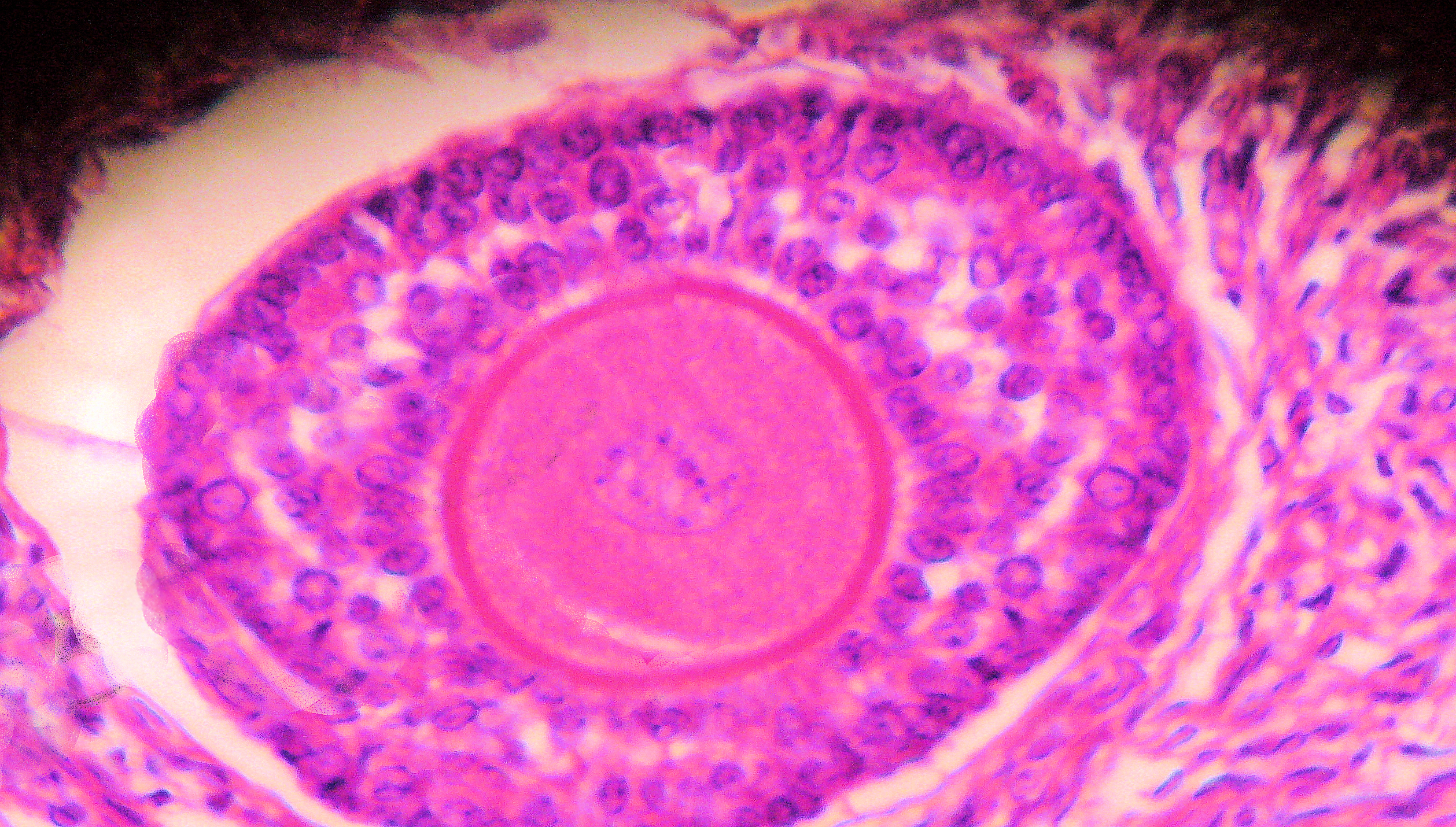
Nang noãn nguyên phát của người được quan sát dưới kinh hiển vi. Noãn hình tròn, nhuộm màu đỏ ở trung tâm có lớp tế bào hạt bao bọc xung quanh, được màng đáy và tế bào vỏ (theca cell) "đóng gói". Tiêu bản nhuộm H&E, được phóng đại khoảng 1000 lần

Chỉ có 2/3 số chu kỳ kinh nguyệt bình thường là có hiện tượng phóng noãn (hay phóng noãn). 1/3 số chu kỳ kinh nguyệt còn lại không có hiện tượng phóng noãn hoặc có giai đoạn hoàng thể ngắn (dưới 10 ngày) do progesteron sản xuất không đủ để xảy ra các hiện tượng sinh lý và khả năng sinh sản như bình thường. Các chu kỳ không xảy ra hiện tượng phóng noãn được gọi là vòng kinh không phóng noãn, thường gặp ở những cô gái mới bắt đầu có kinh và ở phụ nữ ở độ tuổi mãn kinh. Trong 2 năm đầu tiên sau khi có kinh, có tới 1/2 số chu kỳ là vòng kinh không phóng noãn. 5 năm sau khi có kinh, số vòng kinh có phóng noãn chiếm khoảng 75% số chu kỳ và tỷ lệ này đạt 80% trong những năm tiếp theo. Vòng kinh không phóng noãn có biểu hiện tương tự như chu kỳ kinh bình thường. Bất kỳ thay đổi nào về cân bằng hormone đều có thể dẫn đến hiện tượng không phóng noãn. Căng thẳng, lo âu và rối loạn ăn uống có thể làm giảm GnRH và làm gián đoạn chu kỳ kinh nguyệt. Không phóng noãn mạn tính xảy ra ở 6–15% phụ nữ trong độ tuổi sinh sản. Vào khoảng thời gian mãn kinh, feedback hormone bị rối loạn, dẫn đến vòng kinh không phóng noãn. Mặc dù "không phóng noãn" không được coi là một bệnh nhưng đây có thể là dấu hiệu của một tình trạng tiềm ẩn như hội chứng buồng trứng đa nang. Vòng kinh không phóng noãn hoặc giai đoạn hoàng thể ngắn là bình thường khi mà người phụ nữ bị stress hoặc vận động viên trong giai đoạn tăng cường độ tập luyện. Những thay đổi này có thể biến mất khi các yếu tố gây stress giảm đi, khi nữ vận động viên thích nghi được với việc tập luyện.

## Ức chế sự phóng noãn

### Biện pháp tránh thai
Một số hình thức kiểm soát sinh sản không làm ảnh hưởng đến chu kỳ kinh nguyệt song các biện pháp tránh thai nội tiết tố lại hoạt động bằng cách phá vỡ chu kỳ tự nhiên này. Sự phản hồi ngược âm tính của progestogen làm giảm lượng tiết của hormone giải phóng gonadotropin (GnRH) do vùng dưới đồi giải phóng, kéo theo sự giảm tiết của hormone kích thích nang noãn (FSH) và hormone tạo hoàng thể (LH) bởi thùy trước tuyến yên. Nồng độ FSH giảm sẽ ức chế sự phát triển của nang noãn, ngăn chặn sự gia tăng nồng độ estradiol. Sự phản hồi ngược âm tính của progestogen và việc thiếu phản hồi dương tính của estrogen đối với sự giải phóng LH ngăn cản sự tăng đột biến LH giữa chu kỳ. Việc ức chế sự phát triển của nang noãn và không cho LH tăng đột biến sẽ ngăn cản sự phóng noãn.
Mức độ ức chế phóng noãn ở thuốc tránh thai chỉ chứa progestogen phụ thuộc vào hoạt tính và liều lượng của progestogen. Thuốc tránh thai chỉ chứa progestogen liều thấp — thuốc viên chỉ chứa progestogen truyền thống; que cấy dưới da Norplant và Jadelle; Mirena (hệ thống ngừa thai phóng thích levonorgestrel đặt trong tử cung) — ức chế sự phóng noãn trong khoảng 50% chu kỳ và chủ yếu dựa vào cơ chế làm đặc chất nhầy cổ tử cung để có hiệu quả tránh thai. Thuốc tránh thai chỉ chứa progestogen liều vừa — viên uống chỉ chứa progestogen và que cấy dưới da Nexplanon — cho phép một số nang noãn phát triển nhưng thường xuyên ức chế phóng noãn trong 97–99% chu kỳ. Những thay đổi về chất nhầy ở cổ tử cung cũng xảy ra như với progestogen liều rất thấp. Thuốc tránh thai liều cao, chỉ chứa progestogen — như Depo-Provera và Noristerat dạng tiêm — ức chế hoàn toàn sự phát triển nang noãn và phóng noãn.
Thuốc tránh thai nội tiết tố kết hợp sẽ chứa cả estrogen và progestogen. Feedback âm tính của hormone estrogen lên thùy trước tuyến yên sẽ làm giảm đáng kể FSH được giải phóng, làm cho các biện pháp tránh thai nội tiết kết hợp có hiệu quả hơn trong việc ức chế sự phát triển của nang noãn và ngăn ngừa phóng noãn. Estrogen cũng làm giảm tỷ lệ chảy máu kinh đột ngột không đều. Một số biện pháp tránh thai nội tiết tố kết hợp — viên uống, NuvaRing và miếng dán tránh thai — thường được sử dụng để làm sao cho hiện tượng chảy máu kinh do giảm estrogen vẫn xuất hiện. Trong một chu kỳ bình thường, hiện tượng chảy máu kinh xảy ra khi nồng độ estrogen và progesteron tụt xuống nhanh chóng.

### Cho con bú

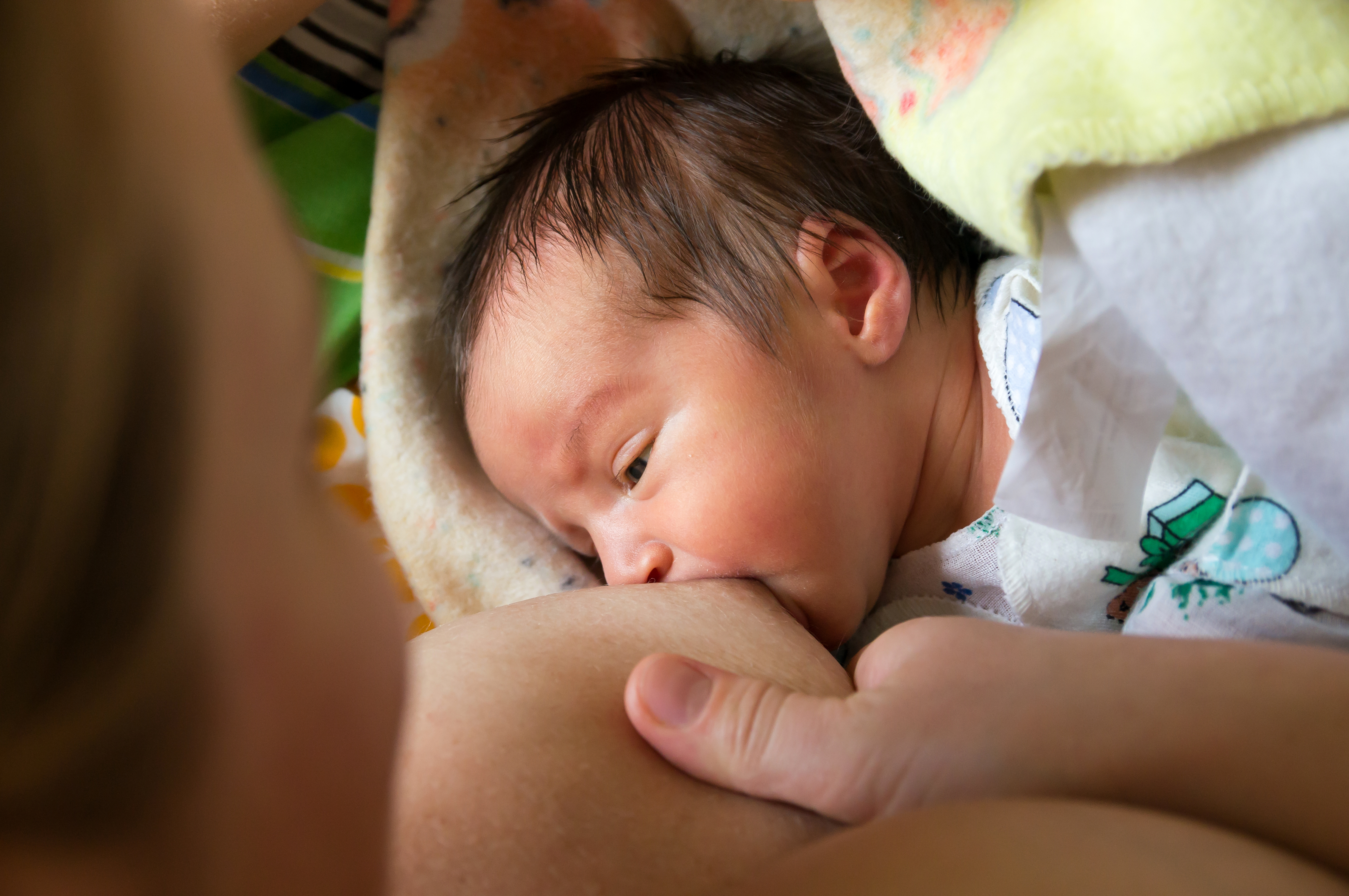
Nuôi con bằng sữa mẹ giúp duy trì ức chế phát triển nang noãn. Hình thức tránh thai này gọi là bú vô kinh

Việc cho con bú gây ra feedback âm tính, ức chế tiết hormone GnRH và hormone LH. Tùy thuộc vào mức độ của feedback âm tính này, sự phát triển của nang noãn ở phụ nữ cho con bú có thể bị ức chế hoàn toàn, nhưng sự không phóng noãn hoặc chu kỳ kinh nguyệt bình thường vẫn có thể tiếp tục xảy ra. Trẻ bú mẹ thường xuyên hơn thì quá trình phóng noãn càng bị ức chế. Việc sản xuất prolactin để đáp ứng với việc trẻ bú là cơ chế rất quan trọng để duy trì bú vô kinh. Trung bình, những phụ nữ đang nuôi con hoàn toàn bằng sữa mẹ và có trẻ bú thường xuyên sẽ có kinh trở lại vào thời điểm 14 tháng rưỡi sau khi sinh. Tuy nhiên, thời gian có kinh trở lại ở những phụ nữ đang cho con bú là rất đa dạng: một số người phụ nữ có kinh trở lại chỉ sau 2 tháng nhưng cũng có những người mẹ khác vẫn vô kinh cho đến 42 tháng sau khi sinh.

## Các can thiệp khác
Kích thích phóng noãn và quá kích buồng trứng có kiểm soát là các kỹ thuật được sử dụng trong hỗ trợ sinh sản (ART) liên quan đến việc sử dụng thuốc hỗ trợ sinh sản để điều trị không phóng noãn và tạo nhiều nang noãn.
Progesteron hay progestin có tác dụng trì hoãn kinh nguyệt. Do đó, uống progesteron hoặc progestin trong chu kỳ ngày 20 được chứng minh là có hiệu quả trì hoãn kinh nguyệt trong ít nhất 20 ngày. Kinh nguyệt bắt đầu quay trở lại sau 2-3 ngày ngừng uống.

## Xã hội và văn hoá

### Sản phẩm vệ sinh phụ nữ

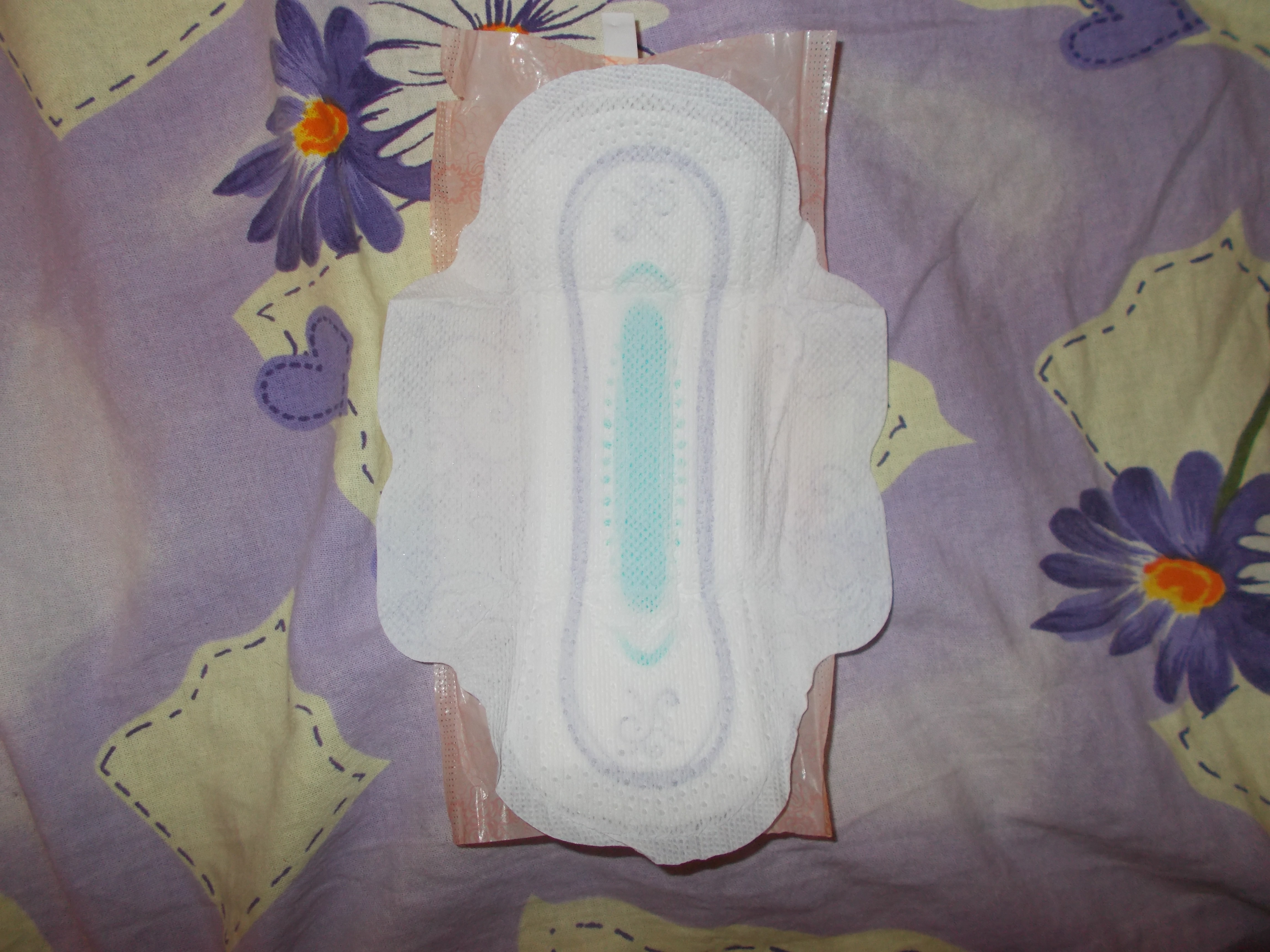
Băng vệ sinh

Sản phẩm vệ sinh phụ nữ có tác dụng ngăn kinh nguyệt không chảy tự do ra môi trường bên ngoài, tránh làm hỏng, làm bẩn quần áo. Các sản phẩm này được sử dụng phổ biến ở phương Tây, ít sử dụng có ở một số vùng kém phát triển trên thế giới. Một số sản phẩm vệ sinh phụ nữ: băng vệ sinh và tampon (dùng một lần); băng kinh nguyệt bằng vải và cốc nguyệt san (tái sử dụng). Một số vật dụng ngẫu hứng khác nhau cũng có thể được sử dụng (đặc biệt là ở các nước đang phát triển) chẳng hạn như bông, vải, giấy vệ sinh. Trong những năm gần đây, vấn đề người dân khó tiếp cận với các sản phẩm này trở thành trung tâm của nhiều cuộc tranh luận liên quan đến việc bãi bỏ thuế hoặc coi đây trở thành những mặt hàng miễn phí hoàn toàn. Năm 2018, Scotland trở thành quốc gia đầu tiên trên thế giới "cung cấp băng kinh nguyệt miễn phí cho các trường học và cao đẳng trong nỗ lực ngăn chặn tình trạng nghèo đói" và Vương quốc Anh cũng bắt chước mô hình này vào năm 2019, công bố chiến dịch "chấm dứt nghèo đói trên toàn cầu vào năm 2030."

### Định kiến về thời kỳ kinh nguyệt

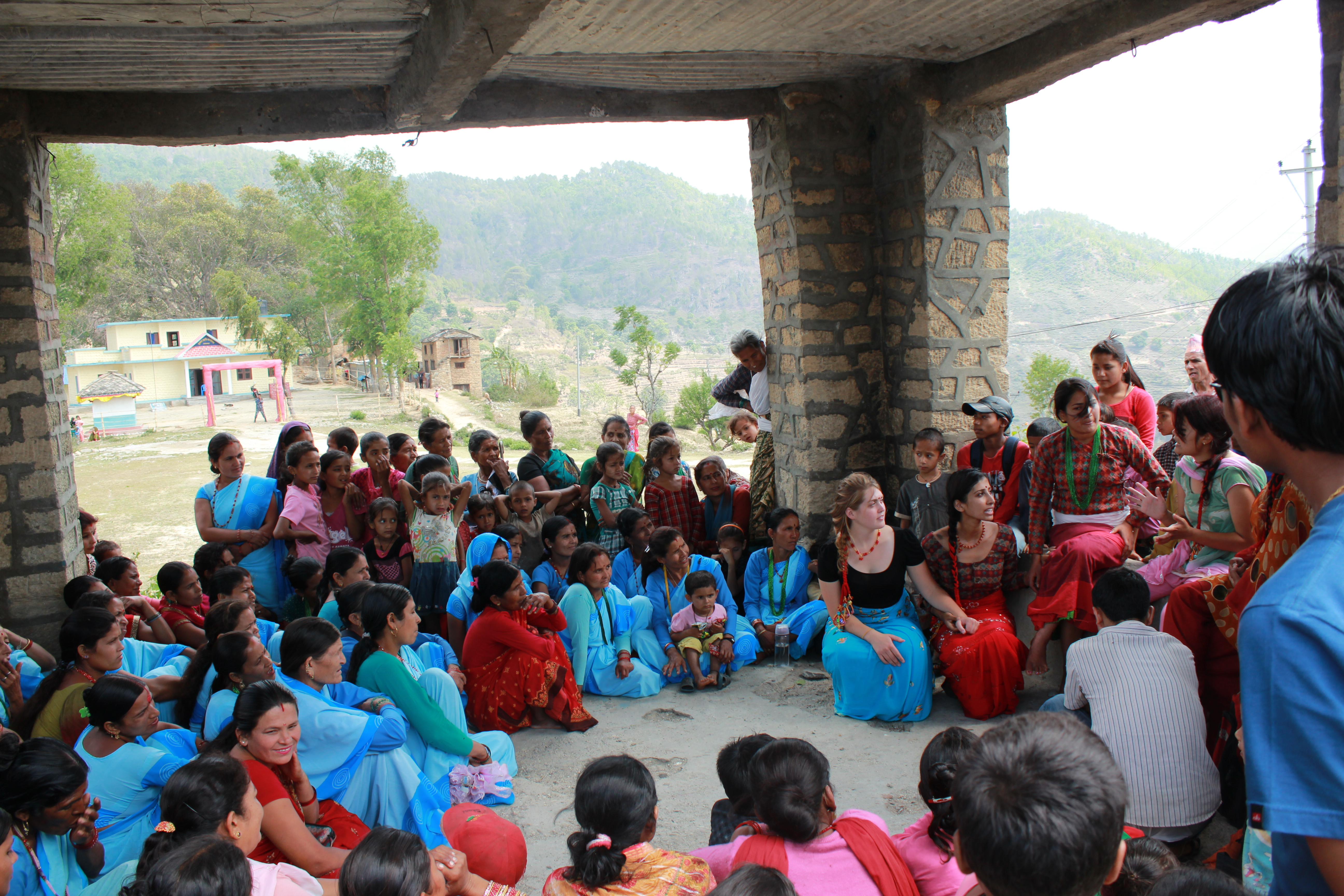
Việc nâng cao nhận thức của phụ nữ và trẻ em gái thông qua giáo dục đang được thực hiện nhằm sửa đổi hoặc loại bỏ hủ tục chhaupadi ở Nepal.

Ở một số nền văn hóa, phụ nữ trong thời kỳ kinh nguyệt bị cô lập do họ coi đây là sự ô uế, nguy hiểm hoặc mang lại xui xẻo cho những người xung quanh. Những tín ngưỡng này phổ biến ở các vùng của Nam Á, đặc biệt là ở Nepal. Chhaupadi là một hủ tục ở miền tây Nepal, dành cho phụ nữ theo đạo Hindu. Hủ tục này cấm phụ nữ tham gia các hoạt động hàng ngày trong thời kỳ kinh nguyệt. Phụ nữ được coi là không trong sạch trong thời gian này, bị cấm ra khỏi nhà và phải sống trong nhà kho. Mặc dù Tòa án Tối cao Nepal coi việc truyền bá, thực hành chhaupadi là bất hợp pháp từ năm 2005, hủ tục này đến nay vẫn còn lưu truyền. Phụ nữ và trẻ em gái thường bị giam giữ trong các túp lều kinh nguyệt, những nơi coi kinh nguyệt là điều cấm kỵ. Đã có trường hợp tử vong khi thực hiện hủ tục. Nepal đã hình sự hóa hành vi này vào năm 2017 khi các trường hợp tử vong được báo cáo sau thời gian cách ly kéo dài, nhưng "hoạt động cách ly phụ nữ và trẻ em gái đến thời kinh nguyệt vẫn còn tiếp diễn."

### Từ nguyên
Từ "kinh nguyệt" có liên quan từ nguyên với "Mặt Trăng". Trong tiếng Anh, hai thuật ngữ dùng để chỉ kinh nguyệt là "menstruation" và "menses" có nguồn gốc từ mensis (tháng) tiếng Latinh và mene (Mặt Trăng) trong tiếng Hy Lạp. Trong tiếng Việt, từ "kinh nguyệt" (經月) là một từ Hán-Việt mà trong đó kinh nghĩa là "trải qua" còn nguyệt có nghĩa là "tháng". Do mỗi một chu kỳ trải qua khoảng một tháng một lần nên nó được gọi là kinh nguyệt.

### Mặt Trăng
Mặc dù độ dài trung bình của chu kỳ kinh nguyệt của con người tương tự như chu kỳ Mặt Trăng, nhưng khoa học đã chứng minh không có mối liên hệ giữa hai chu kỳ này, chỉ coi đây là một sự trùng hợp. Tiếp xúc với ánh sáng không ảnh hưởng đến chu kỳ kinh nguyệt ở người. Một phân tích tổng hợp các nghiên cứu từ năm 1996 cho thấy không có mối tương quan nào giữa chu kỳ kinh nguyệt của con người và chu kỳ Mặt Trăng. Chu kỳ kinh nguyệt trung bình và chu kỳ Mặt Trăng về cơ bản có độ dài bằng nhau.
Dân làng Dogon không có điện chiếu sáng, đêm họ nằm ở ngoài trời, nói chuyện và ngủ. Đây là quần thể lý tưởng để nghiên cứu ảnh hưởng của Mặt Trăng đối với kinh nguyệt; kết quả là không thấy mối tương quan nào.

### Chế độ công việc
Ở một số quốc gia, chủ yếu là ở châu Á, luật pháp hoặc thông lệ doanh nghiệp đã đưa ra chế độ nghỉ kinh nguyệt chính thức hỗ trợ phụ nữ nghỉ việc có lương hoặc không lương khi họ đang hành kinh. Các quốc gia có chính sách này gồm có Nhật Bản, Đài Loan, Indonesia và Hàn Quốc. Chế độ này đang gây tranh cãi ở các nền văn hóa phương Tây do mối lo ngại thúc đẩy nhận thức về phụ nữ là những con người lao động yếu kém, kém hiệu quả, cũng như tăng cường sự bất bình đẳng đối với nam giới.

### Phong trào
Ngày càng có nhiều nhà hoạt động đấu tranh cho sự bình đẳng về kinh nguyệt. Năm 16 tuổi, Nadya Okamoto, hiện là sinh viên Đại học Harvard, đã thành lập tổ chức PERIOD và viết cuốn sách Period Power: a Manifesto for the Menstrual Movement.

## Sự tiến hóa và chu kỳ kinh nguyệt ở các loài động vật khác
Hầu hết các loài động vật có vú giống cái đều có chu kỳ động dục, nhưng chỉ có 10 loài thuộc bộ linh trưởng, 4 loài dơi, chuột chù voi và chuột Acomys cahirinus là có chu kỳ kinh nguyệt. Các chu kỳ cũng diễn ra tuần tự theo các giai đoạn như ở người, nhưng độ dài của chu kỳ giao động từ 9 đến 37 ngày. Việc thiếu mối quan hệ trực tiếp giữa các nhóm động vật này cho thấy có 4 sự kiện tiến hóa riêng biệt nhưng kết quả là đều làm xuất hiện hiện tượng kinh nguyệt. Ở những loài có chu kỳ kinh nguyệt, cơ thể của bạn tình thường không phải lúc nào cũng luôn có noãn được phóng và không có mùa sinh sản. Có 4 giả thuyết về ý nghĩa tiến hóa của kinh nguyệt:
1. Kiểm soát các mầm bệnh lây truyền qua tinh trùng.[174][175][176] Giả thuyết này cho rằng kinh nguyệt bảo vệ tử cung chống lại các mầm bệnh do tinh trùng đưa vào. Hạn chế của Giả thuyết 1 này là chưa tính đến việc giao hợp có thể vẫn diễn ra vài tuần trước khi có kinh, và chưa tính đến rằng ở một số loài, tinh dịch mang mầm bệnh và không được kinh nguyệt kiểm soát.[171]
2. Tiết kiệm năng lượng.[175][177] Giả thuyết này cho rằng việc tái tạo niêm mạc tử cung cần ít năng lượng hơn so với việc duy trì lớp niêm mạc này khi thụ tinh không xảy ra. Hạn chế của Giả thuyết 2 này là chưa giải thích được tại sao các loài khác mặc dù không có niêm mạc tử cung nhưng chúng cũng không có kinh nguyệt.[171]
3. Thuyết dựa trên hiện tượng màng rụng hóa tự phát (decidualization, một quá trình dẫn đến những thay đổi rõ rệt các tế bào nội mạc tử cung để chuẩn bị mang thai và trong quá trình mang thai, trong đó nội mạc tử cung biến đổi thành màng rụng (decidua)). Màng rụng hóa dẫn đến sự phát triển của nội mô (liên quan đến các tế bào của hệ miễn dịch),[170] hình thành nguồn cung cấp máu mới, sản xuất hormone và biệt hóa mô. Ở động vật có vú không có kinh nguyệt, màng rụng hóa được thực hiện bởi phôi chứ không phải là từ cơ thể mẹ.[175] Hiện tượng màng rụng hóa này tiến hóa ở một số động vật có vú có nhau thai. Lợi ích ở đây là màng rụng hóa cho phép động vật giống cái chuẩn bị mang thai mà không cần tín hiệu từ thai nhi, cho nên màng rụng hóa tự phát.[171] Tuy nhiên, hạn chế của Giả thuyết 3 này hướng đến cách giải thích về nguồn gốc tiến hóa của quá trình màng rụng hóa tự phát chứ không giải thích sự tiến hóa của kinh nguyệt.[171]
4. Uterine pre-conditioning (tạm dịch: Tiền điều kiện hóa tử cung).[b] Giả thuyết này cho rằng tiền điều kiện hóa tử cung hàng tháng là cần thiết ở các loài (chẳng hạn như loài người) có nhau thai xâm lấn sâu. Trong quá trình hình thành nhau thai, các mô của mẹ bị xâm lấn bởi nhau. Giả thuyết này cho rằng kinh nguyệt không phải là do tiến hóa mà tình cờ là kết quả của hiện tượng tiền điều hòa tử cung để bảo vệ mô tử cung không bị nhau thai bám sâu, giúp phát triển nội mạc tử cung dày hơn.[178] Hạn chế của Giả thuyết 4 này là không giải thích được hiện tượng kinh nguyệt ở động vật không phải thuộc bộ Linh trưởng.[171]

### Sách tham khảo
- Weschler T (2002). Taking Charge of Your Fertility . New York: HarperCollins. tr. https://archive.org/details/takingchargeofyo00toni. ISBN 978-0-06-093764-5.
- Else-Quest N, Hyde JS (2021). "Psychology, gender, and health: psychological aspects of the menstrual cycle". The Psychology of Women and Gender: Half the Human Experience + (ấn bản thứ 10). Los Angeles: SAGE Publishing. ISBN 978-1-544-39360-5.
- Johnson MH (2007). Essential Reproduction. Malden, Massachusetts: Wiley-Blackwell. ISBN 978-1-4051-1866-8. OCLC 76074156.
- Norris DA, Carr JA (2013). Vertebrate Endocrinology (ấn bản thứ 5). Academic Press. ISBN 978-0-123-96465-6.
- Parker S (2019). The Concise Human Body Book: An Illustrated Guide to its Structures, Function and Disorders. London: DK. ISBN 978-0-241-39552-3. OCLC 1091644711.
- Prior JC (2020). "The menstrual cycle: its biology in the context of silent ovulatory disturbances". Trong Ussher JM, Chrisler JC, Perz J (biên tập). Routledge International Handbook of Women's Sexual and Reproductive Health (ấn bản thứ 1). Abingdon, Oxon: Routledge. ISBN 978-1-138-49026-0. OCLC 1121130010.
- Rodriguez-Landa J (2017). A Multidisciplinary Look at Menopause. Rijeka, Croatia: IntechOpen. ISBN 978-953-51-3405-3. OCLC 1193045564.
- Sadler TW (2019). Langman's Medical Embryology. Philadelphia: Wolters Kluwer. ISBN 978-1-4963-8390-7. OCLC 1042400100.
- Sherwood L (2016). Human Physiology: From Cells to Systems. Boston, Massachusetts: Cengage Learning. ISBN 978-1-285-86693-2. OCLC 905848832.
- Tortora G (2017). Tortora's Principles of Anatomy & Physiology. Hoboken, New Jersey: John Wiley & Sons, Inc. ISBN 978-1-119-38292-8. OCLC 990424568.
- Ugwumadu A (2014). Basic Sciences for Obstetrics and Gynaecology: Core Material for MRCOG. Oxford, England: Oxford University Press. ISBN 978-0-19-953508-8. OCLC 889303297.
- Watchman T (2020). Zero to Finals : Obstetrics and Gynaecology. Manchester: Zero to Finals. ISBN 979-8-6037-9726-7. OCLC 1233034578.
- Pham D (2018). Sinh lý học. Hà Nội, Việt Nam: Nhà xuất bản Y học Việt Nam. ISBN 978-604-66-3220-7. OCLC 1086238681.